# なび (イラストレーター)
なび（英: Nabi、朝: 나비、朝鮮語で蝶の意）は、韓国の女性イラストレーター、キャラクターデザイナー、バーチャルYouTuber（以下「VTuber」）。2020年後半から複数VTuberのキャラクターデザインを手がけたことで知られる。VTuberとしての名義は蒼彩なび（）、愛称はなびママ、なび先生など。

## 概要
2020年9月にホロライブプロダクション所属のワトソン・アメリアのキャラクターデザインを担当して以来、複数VTuberのキャラクターデザインを手がけ、VTuberファンの間で彼女の名が知られるようになる。
2021年4月にTwitter上でなび自身もVTuberとして活動を開始することを表明、5月2日にデビュー配信を行った。高いキーの柔らかい声が特徴。朝鮮語に加え流暢な日本語を話すほか、英語も勉強中である。デザインには名前の通り蝶（モルフォチョウ）のヘアアクセサリーを取り入れている。配信内容は主にイラストとゲーム実況で、歌ってみた動画も不定期に投稿している。しぐれういやななかぐら（カグラナナ）などと同様にキャラクターデザイナーとして既に有名だったことや、気さくな性格などから国内外で支持を集めている。ファンの愛称は「なびゲーター」。2023年9月17日にてVtuber活動を終了。

## 担当作品

### VTuberデザイン
- ワトソン・アメリア（ホロライブプロダクション）
- 天使うと（フリー）
- 白鳥玲奈（ぼいそーれ）
- 日向こがね（同上）
- 蒼彩なび〈本人〉
- 有栖マナ（ぱりぷろ出身、541 E&C（現：NIJISANJI KR）を経て現在はフリー）〈2代目〉
- 人形冬萌（MaeSond）